# 冈比亚民主大会
冈比亚民主大会是冈比亚的一个政党，由前爱国再建同盟国民议会成员曼马·坎德领导。它成立于2016年，是2017年议会选举的常任候选人。成立后，坎德环游了冈比亚，吸引了“庞大”的人群。最初的副领袖法鲁·西拉在后来与坎德发生争执后离开了党。